# Seznam ostrovů Nizozemska
Ostrovy Nizozemska.

## Podle velikosti
Tabulka zachycuje obydlené ostrovy Nizozemska větší než 50 km² a ostrovy tvořící samostatnou obec.
|    | ostrov               | rozloha (km²) | pobřeží (km) | max.nadm. výška (m) | nejvyšší vrchol      | počet obyvatel | hustota zalidnění | největší sídlo    | země, provincie speciální obec      | moře                             | souostroví           | poloha                           |
| -- | -------------------- | ------------- | ------------ | ------------------- | -------------------- | -------------- | ----------------- | ----------------- | ----------------------------------- | -------------------------------- | -------------------- | -------------------------------- |
| 1  | Flevopolder          | 970,00        | —            | —                   | —                    | 332 000        | 342,27            | Almere            | Flevoland                           | Markermeer, IJsselmeer, Randmeer | —                    | 52°25′ s. š., 5°32′ v. d.        |
| 2  | Curaçao              | 442,00        | —            | 375                 | Sint Christoffelberg | 158 665        | 358,97            | Willemstad        | Curaçao                             | Karibské moře                    | Závětrné Antily      | 12°10′ s. š., 68°58′ z. d.       |
| 3  | Zuid-Beveland        | 344,33        | —            | —                   | —                    | 92 081         | 267,42            | Goes              | Zeeland                             | Delta Rýnu                       | —                    | 51°28′ s. š., 3°58′ v. d.        |
| 4  | Hoeksche Waard       | 313,00        | —            | —                   | —                    | 88 000         | 281,15            | Oud-Beijerland    | Jižní Holandsko                     | Delta Rýnu                       | —                    | 51°46′12″ s. š., 4°28′12″ v. d.  |
| 5  | Bonaire              | 282,00        | —            | 240                 | Brandaris            | 20 104         | 71,29             | Kralendijk        | Bonaire (Karibské Nizozemsko)       | Karibské moře                    | Závětrné Antily      | 12°11′ s. š., 68°15′ z. d.       |
| 6  | Goeree-Overflakkee   | 260,48        | —            | —                   | —                    | 49 611         | 190,08            | Middelharnis      | Jižní Holandsko                     | Severní moře, Delta Rýnu         | —                    | 51°45′ s. š., 4°10′ v. d.        |
| 7  | Schouwen-Duiveland   | 229,65        | —            | —                   | —                    | 34 148         | 149,12            | Zierikzee         | Zeeland                             | Severní moře, Delta Rýnu         | —                    | 51°39′55″ s. š., 3°53′3″ v. d.   |
| 8  | Voorne-Putten        | 220,00        | —            | —                   | —                    | 156 133        | 709,70            | Spijkenisse       | Jižní Holandsko                     | Severní moře, Delta Rýnu         | —                    | 51°51′43″ s. š., 4°10′46″ v. d.  |
| 9  | Walcheren            | 215,72        | —            | 54                  | Groot-Valkenisse     | 113 911        | 528,05            | Middelburg        | Zeeland                             | Severní moře, Delta Rýnu         | —                    | 51°31′17″ s. š., 3°34′56″ v. d.  |
| 10 | Aruba                | 180,00        | —            | 188                 | Jamanota             | 112 309        | 623,94            | Oranjestad        | Aruba                               | Karibské moře                    | Závětrné Antily      | 12°30′40″ s. š., 69°58′27″ z. d. |
| 11 | Texel                | 162,00        | —            | 15                  | Oudeschild           | 13 641         | 84,73             | Den Burg          | Severní Holandsko                   | Severní moře, Waddenské moře     | Západofríské ostrovy | 53°4′48″ s. š., 4°48′36″ v. d.   |
| 12 | Tholen               | 125,00        | —            | —                   | —                    | 22 462         | 179,70            | Tholen            | Zeeland                             | Delta Rýnu                       | —                    | 51°34′14″ s. š., 4°6′59″ v. d.   |
| 13 | IJsselmonde          | 105,00        | —            | —                   | —                    | 434 000        | 4 133,33          | Groot-IJsselmonde | Jižní Holandsko                     | Delta Rýnu                       | —                    | 51°52′ s. š., 4°31′ v. d.        |
| 14 | Noord-Beveland       | 85,96         | —            | —                   | —                    | 7 673          | 89,22             | Wissenkerke       | Zeeland                             | Severní moře, Delta Rýnu         | —                    | 51°34′31″ s. š., 3°46′15″ v. d.  |
| 15 | Terschelling         | 85,26         | —            | 6                   | —                    | 4 964          | 58,22             | West-Terschelling | Frísko                              | Severní moře, Waddenské moře     | Západofríské ostrovy | 53°24′4″ s. š., 5°19′53″ v. d.   |
| 16 | Eiland van Dordrecht | 79,53         | —            | —                   | —                    | 118 871        | 1 494,67          | Dordrecht         | Jižní Holandsko                     | Delta Rýnu                       | —                    | 51°48′ s. š., 4°40′ v. d.        |
| 17 | Ameland              | 59,11         | —            | 4                   | —                    | 3 743          | 63,32             | Hollum            | Frísko                              | Severní moře, Waddenské moře     | Západofríské ostrovy | 53°27′1″ s. š., 5°45′13″ v. d.   |
| 18 | Schiermonnikoog      | 40,50         | —            | —                   | —                    | 943            | 23,28             | Schiermonnikoog   | Frísko                              | Severní moře, Waddenské moře     | Západofríské ostrovy | 53°29′21″ s. š., 6°12′8″ v. d.   |
| 19 | Vlieland             | 39,15         | —            | 45                  | Vuurboetsduin        | 1 197          | 30,57             | Oost-Vlieland     | Frísko                              | Severní moře, Waddenské moře     | Západofríské ostrovy | 53°15′30″ s. š., 4°57′21″ v. d.  |
| 20 | Sint Maarten         | 34,00         | —            | 340                 | Sentry Hill          | 40 614         | 1 194,53          | Philipsburg       | Svatý Martin (nizozemská část)      | Karibské moře                    | Závětrné ostrovy     | 18°2′ s. š., 63°3′ z. d.         |
| 21 | Sint Philipsland     | 23,00         | —            | —                   | —                    | 2 730          | 118,70            | Sint Philipsland  | Zeeland                             | Delta Rýnu                       | —                    | 51°37′42″ s. š., 4°7′49″ v. d.   |
| 22 | Svatý Eustach        | 21,00         | —            | 601                 | Quill                | 3 138          | 149,43            | Oranjestad        | Svatý Eustach (Karibské Nizozemsko) | Karibské moře                    | Závětrné ostrovy     | 17°30′ s. š., 62°58′ z. d.       |
| 23 | Saba                 | 13,00         | —            | 877                 | Mount Scenery        | 1 915          | 147,31            | The Bottom        | Saba (Karibské Nizozemsko)          | Karibské moře                    | Závětrné ostrovy     | 17°38′ s. š., 63°14′ z. d.       |